# Ancienne église d'Aitolahti

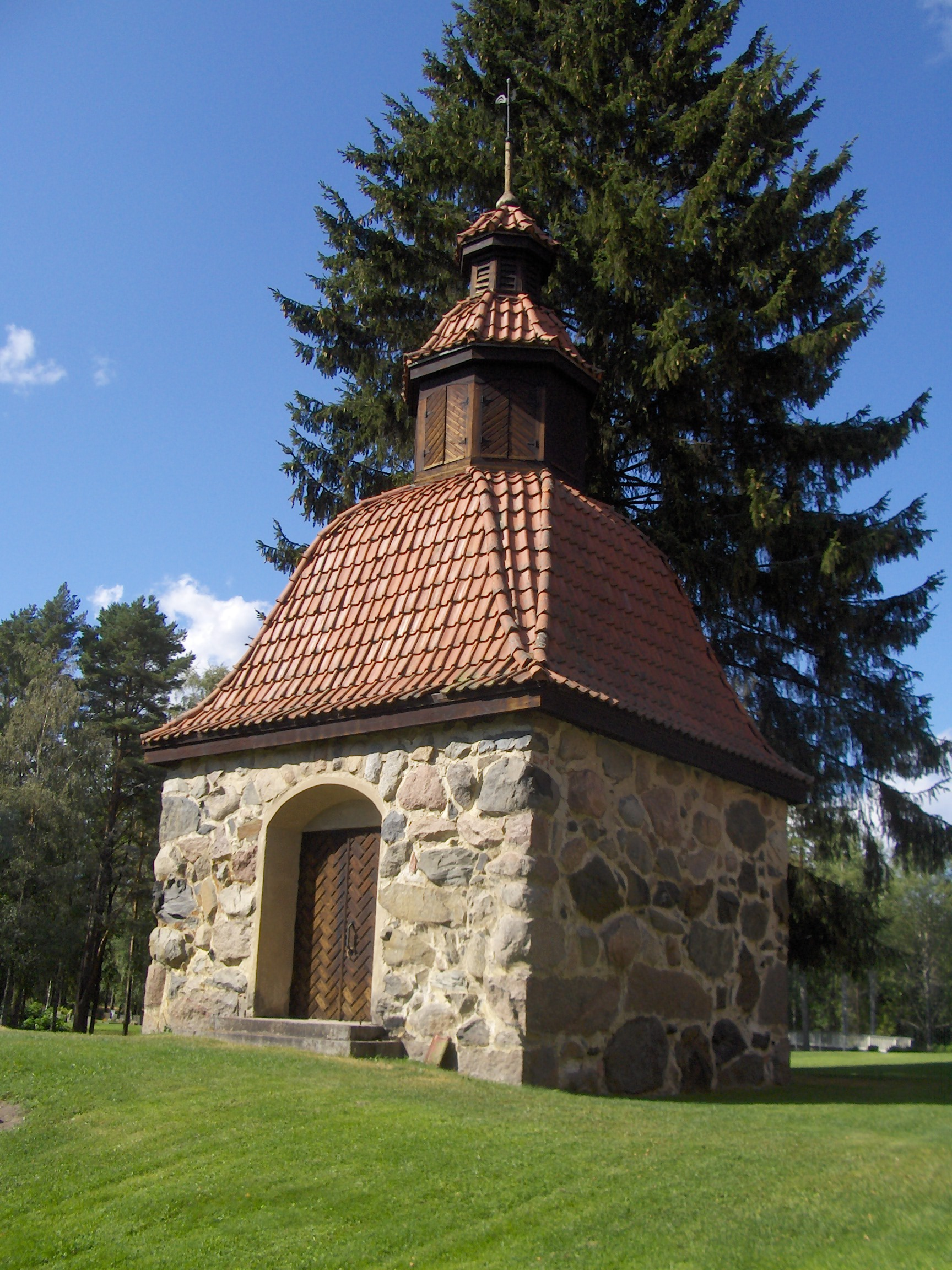
Le clocher.

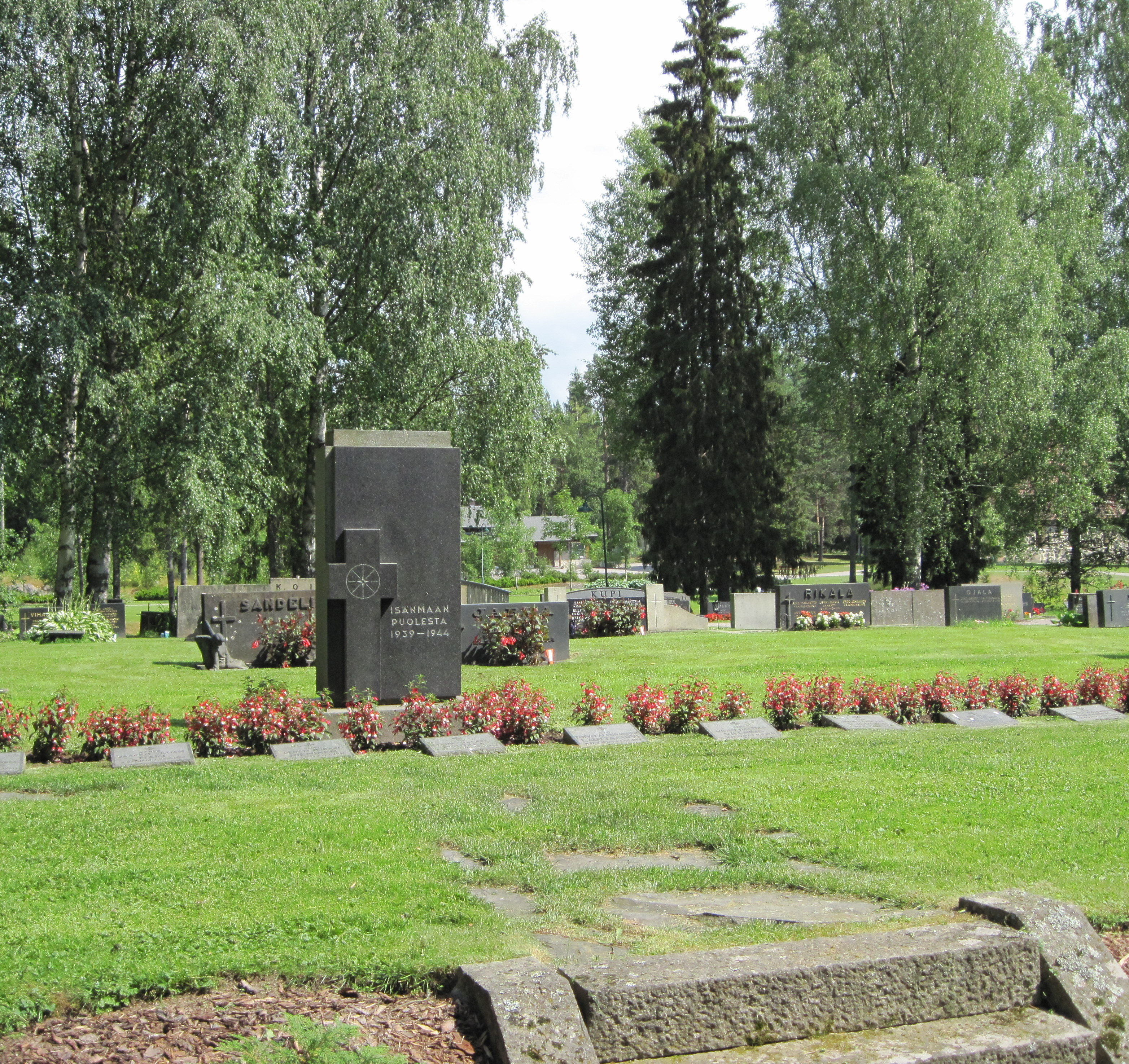
Les tombes des héros de la guerre.

L'ancienne église d'Aitolahti (en finnois : Aitolahden kirkko) est une église située à Tampere en Finlande.

## Description
L'église en pierre grise est conçue par Birger Federley et construite à Aitolahti. 
Le terrain de l'église a été offert par le professeur Rurik Pihkala, celui du cimetière par Kustaa et Ida Ruokonen.
L’église offre 230 sièges. Le retable est de Fritz Hilbert.
L'orgue faite en 1928 par la fabrique d'orgues de Kangasala est à  9+1-jeux.